# Karmeliterkirche (Mainz)

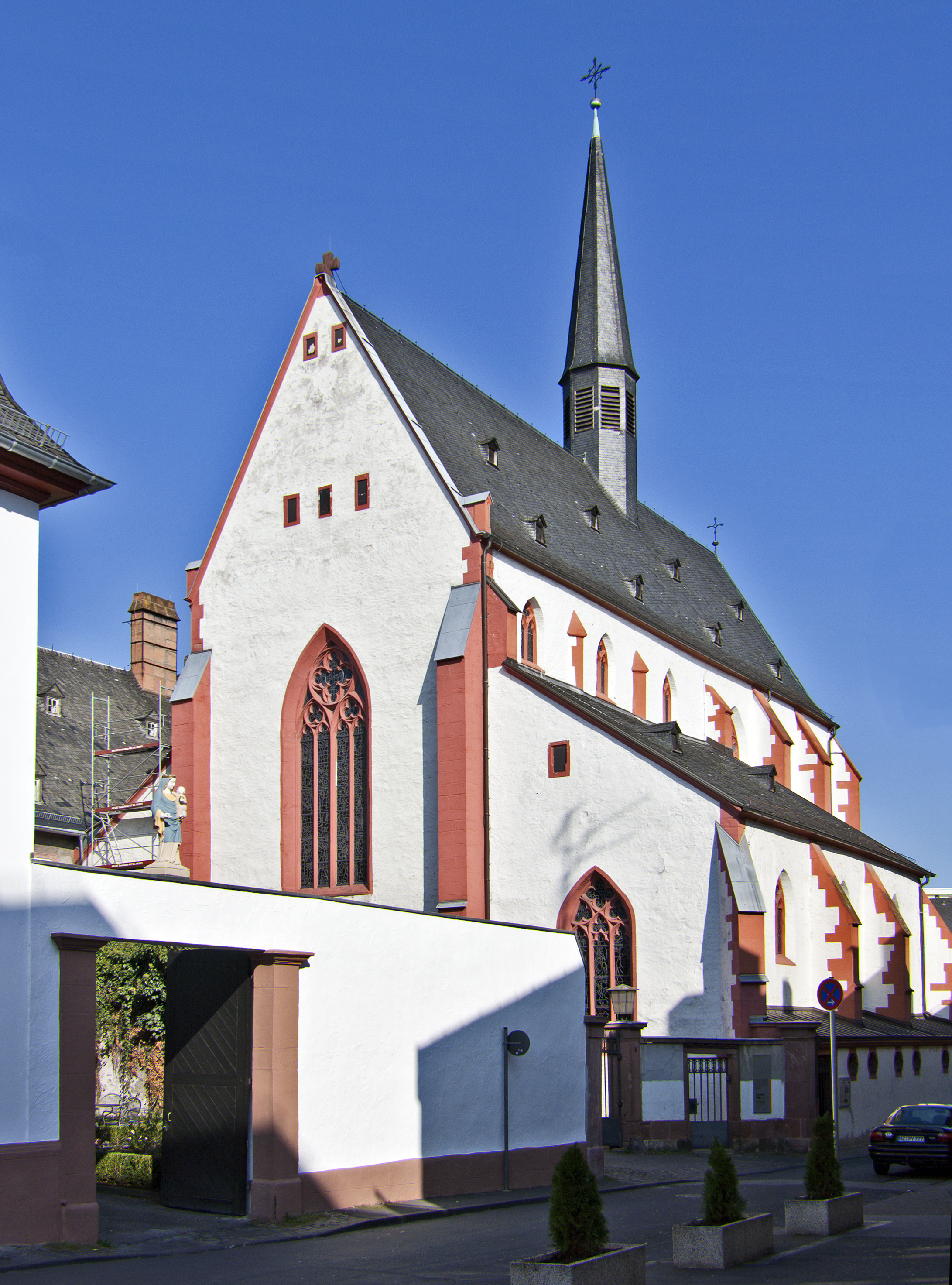
Westansicht der Karmeliterkirche in Mainz

Die Karmeliterkirche in Mainz ist ein unter Denkmalschutz stehendes römisch-katholisches Gotteshaus. Seit 1924 wird es von dem Karmeliter-Bettelorden genutzt. Die dreischiffige gotische Basilika mit Dachreiter befindet sich in der Altstadt am Karmeliterplatz 5.

## Geschichte
Die Mainzer Niederlassung des Karmeliter-Bettelordens wurde 1285 erstmals in einer Urkunde erwähnt. Nach wenigen Jahrzehnten ermöglichten zahlreiche Stiftungen reicher Bürger und Adliger den Bau von Kirche und Kloster auf dem Gelände des 1326 erworbenen Hofs Zum Hersfelder. Im Zeitraum von 1477 bis 1797 hielt die Mainzer Universität hier alljährlich ihre Rektoratswahlen ab. Von 1700 bis 1713 kam es zu einem Neubau des Klosters im Barockstil. Nachdem Mainz Hauptstadt des französischen Département du Mont-Tonnerre geworden war, richtete man 1798 in der Kirche ein Militärmagazin ein. 1802 erfolgte im Zuge der Säkularisation die Aufhebung des Klosters, das 1812 in den Besitz der Stadt kam. Im gleichen Jahr hatten die Mainzer das alte Kaufhaus Am Brand abbrechen lassen und übertrugen der Kirche für eine Zeitlang dessen Funktion. Die Klostergebäude dienten danach als Schule, die Kirche seit den 1830er Jahren als Lagerhaus, unter anderem für Fastnachtswagen.

Da es aus Geldmangel nicht zu einer 1913 erwogenen Museumsnutzung kam, beschloss der Stadtrat 1922 den Abbruch der Kirche. Aufgrund des massiven Bürgerprotests revidierte das Gremium diesen Beschluss und die Niederländische Karmeliterprovinz übernahm 1924 das Gotteshaus. Der Architekt Paul Meissner wurde mit der Wiederherstellung der Klosterkirche beauftragt. Infolge der Kriegsschäden am 11. August 1942 kam es zu umfassenden Restaurierungen. Die 1924 in Anlehnung an die mittelalterlichen Originale auf die Gewölbe neu aufgebrachten Deckenmalereien konnten 1952 dank eines technisch verbesserten Verfahrens wieder in ihrer alten Schönheit entstehen. 1965 entstand östlich des Chors der Klosterneubau.

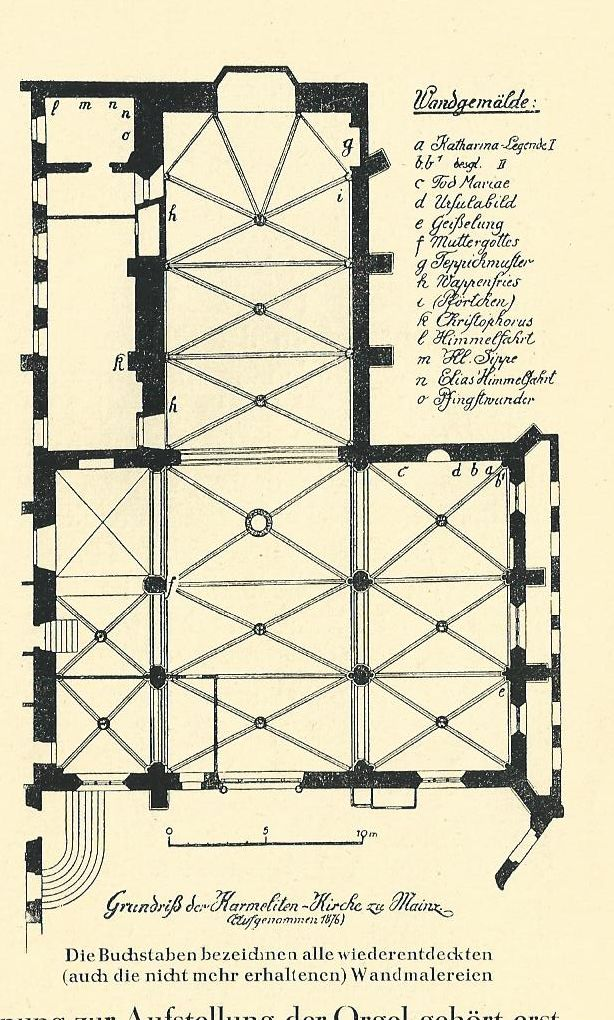
Grundriss der Karmeliterkirche Mainz aufgenommen 1876

Den Chorabschluss zeichnet ein kleiner Erker aus, der sich zum Kircheninnern mit einem Spitzbogen öffnet. Auf der Westfassade ist unter dem vierbahnigen Maßwerkfenster das barocke Sandsteinrelief einer Marienkrönung von 1743 angebracht.
Von 2009 bis 2010 erfolgte eine umfassende Innenrenovierung, bei der unter anderem im mittleren Bereich eine Altarinsel mit neuem Holzaltar entstand. Die Westfassade der Karmeliterkirche sollte Mitte 2013 renoviert werden.

## Architektur
Die Basilika besteht aus einem dreischiffigen, dreijochigen Langhaus und zweijochigen Chor mit Fünfachtelschluss. Der Chor stieß an die heute nicht mehr vorhandene Stadtmauer und ist daher erst unter den Fenstern und Zwickel zum Fünfachtelschluss übergeleitet; aus ihm springt der dreiseitige Altarerker vor. Das östliche Langhausjoch ist breiter, hier stand im Mittelschiff der Lettner. Das nordöstliche Seitenschiffjoch war ursprünglich nach Westen durch eine Mauer, nach oben durch ein niedriges, sechsteiliges Gewölbe abgeschlossen; der in den 1970er Jahren bestehende vereinfachte Zustand besteht seit etwa 1710–20. Das südliche Seitenschiff ist breiter als das nördliche, die Beichtkapellen zwischen den Strebepfeilern wurden 1924 anstelle von Läden eingebaut. Gewölbe im Chor über Konsolen, im Langhaus über Runddiensten; im Ostjoch des Mittelschiffs Aufzugsring für den einst darüber befindlichen Dachreiter. Im Chor verhältnismäßig große Fenster mit einfachem Maßwerk, im Langhaus großes Westfenster und kleine, hochsitzende Obergadenfenster.

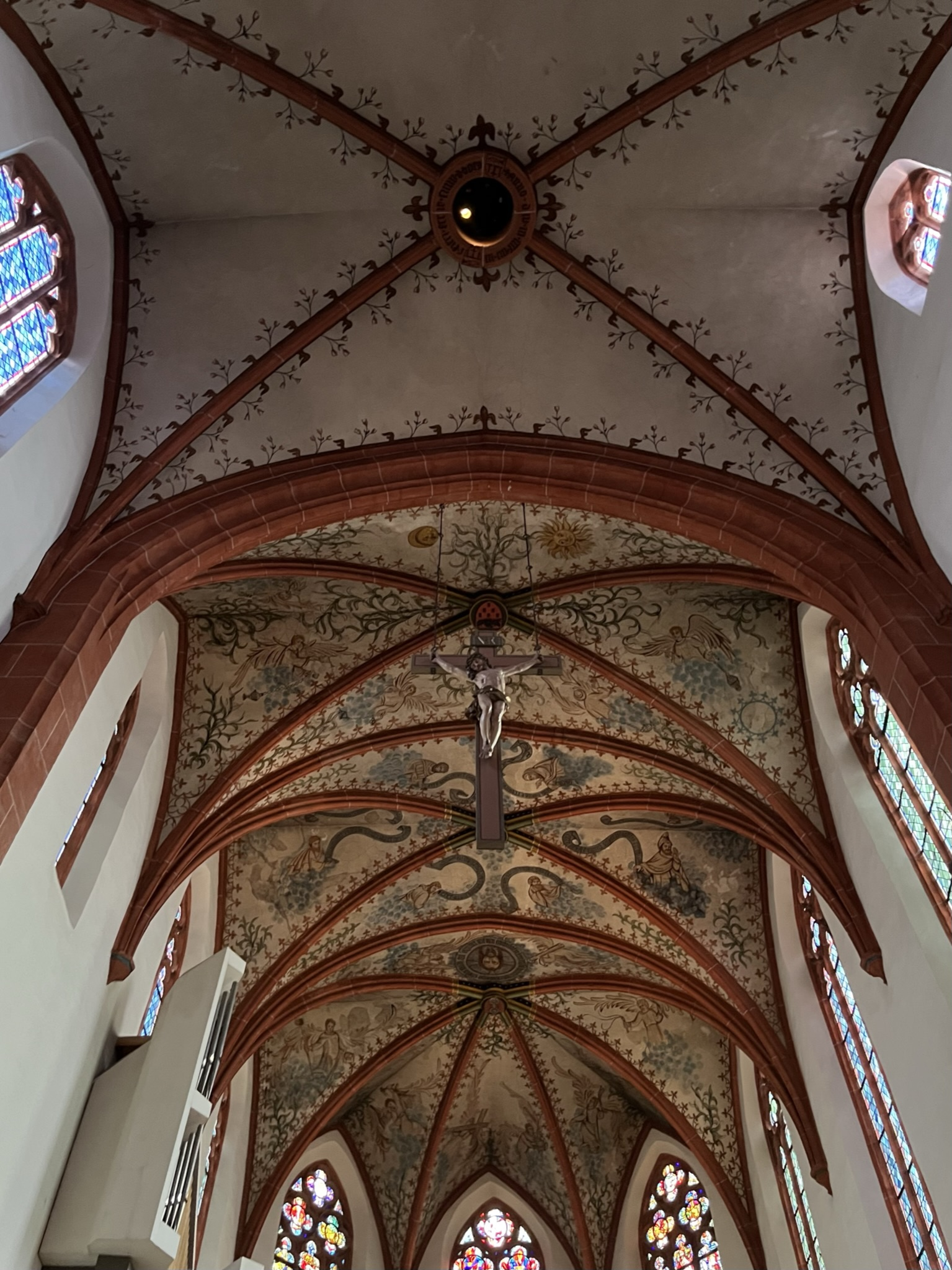
Rekonstruktion der spätmittelalterlichen Gewölbemalerei

## Ausstattung
Die Gewölbemalereien im Chor sind Anfang 15. Jahrhundert entstanden und zeigen das Antlitz Christi, Engel und Propheten. 1924 wurden diese abgepaust und neugemalt.

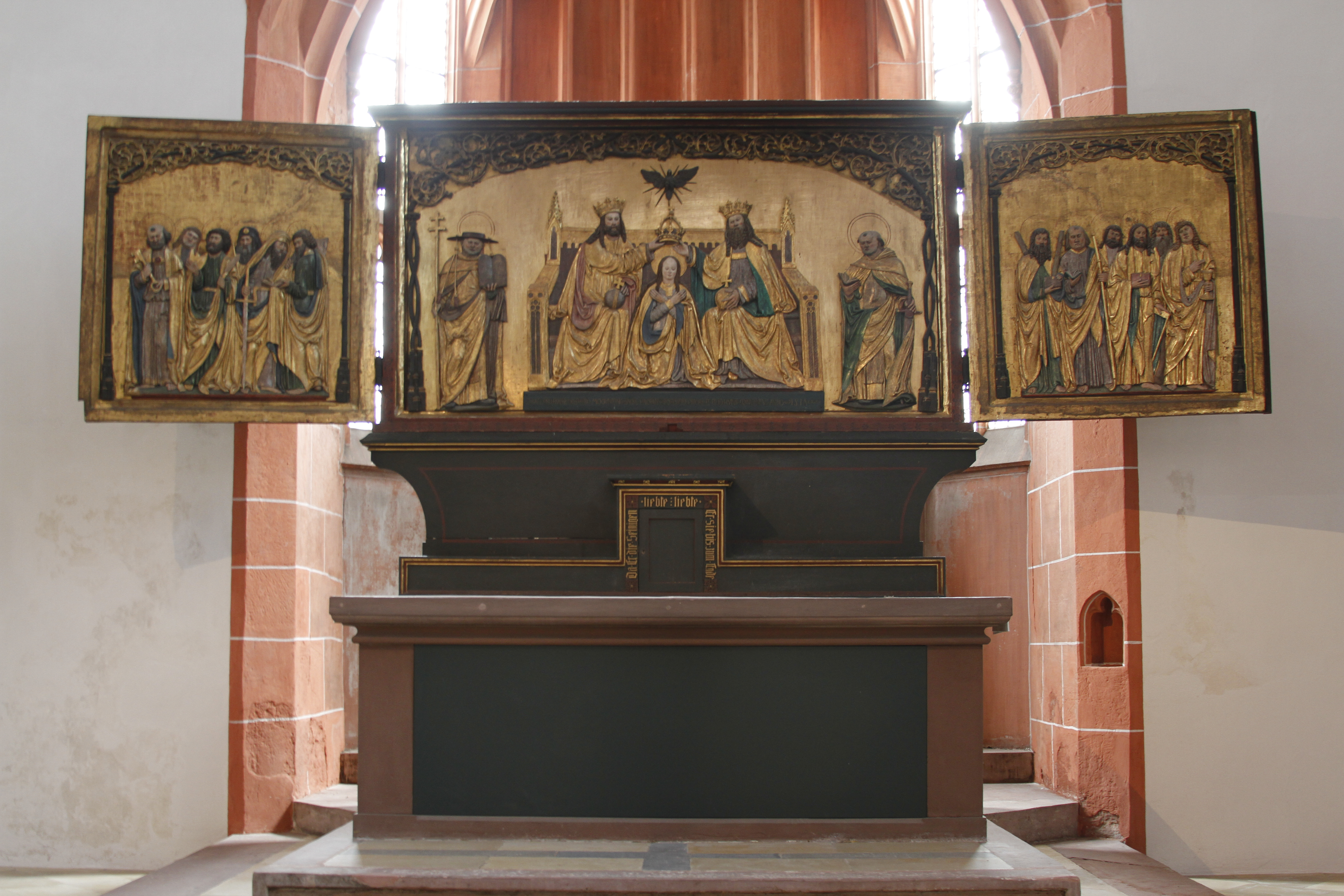
Hochaltar im Chorraum der Karmeliterkirche

Der Hochaltaraufsatz mit Marienkrönung befindet sich zwischen zwei Karmelitenheiligen auf deren Flügeln sich die zwölf Apostel befinden. Die Relieffiguren wurden 1517 auf eine Eichenholztafel von 1395–1400 aufgesetzt, unter ihnen die Reste der älteren, gemalten Figuren des gleichen Themas.

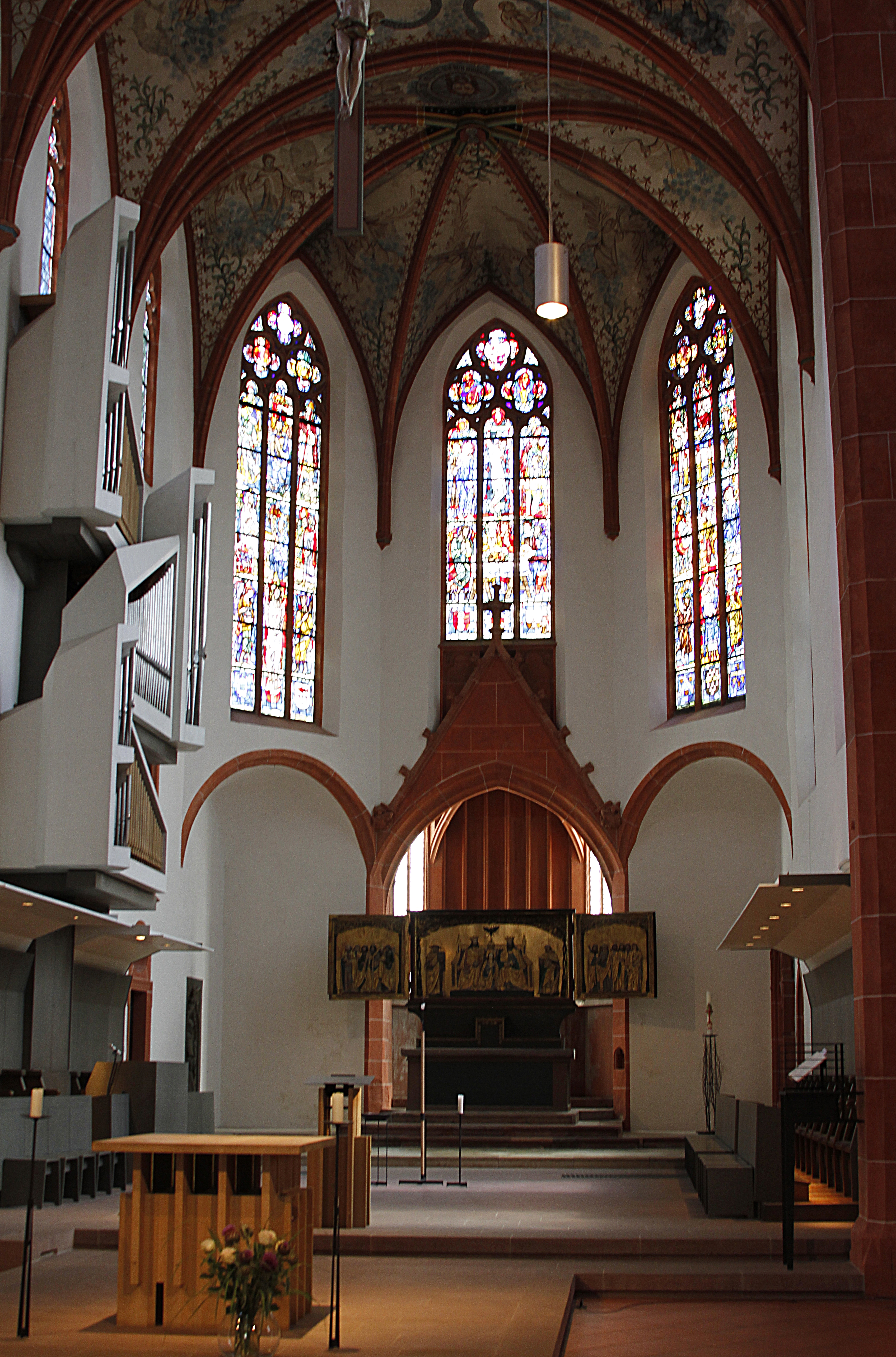
Innenansicht mit Blick auf den Ostchor

- Stehende Muttergottes mit Kreuzszepter, Stein, vorzügliche mittelrheinische Arbeit um 1400, gleicher Typ wie die Muttergottes aus der Korbgasse, die sich im Landesmuseum Mainz befindet, und die Muttergottes in St. Stephan (Mainz-Marienborn).
- Heilige Anna selbdritt, Rest eines aus Kiedrich stammenden, 1942 verbrannten Altars. Im Chor Grabmal der Margarethe von Rodemachern († 1490).
- Über dem Kirchenportal außen Marienkrönung, Relief von der ehemaligen Dompropstei, um 1730.[6]
- In der Sakristei romanischer Kruzifixes, vermutlich aus dem 11. Jahrhundert, sowie Wandmalereien, Anfang 15. Jahrhundert (Pfingstwunder und Himmelfahrt des Elija).[7]

Die Kirchenfenster wurden 1970 von Jan Schoenaker gestaltet. Das mittlere Chorfenster zeigt neben dem Mainzer Stadtwappen auch zwei Mainzelmännchen.

## Kloster
Neben der Kirche befindet sich das 1700 bis 1713 erbaute Klostergebäude. Fassade des Südflügels mit prächtigem Barockportal, um 1710, Nischenfigur des heiligen Josefs; in Schulneubau einbezogener Kreuzgang; neues Klostergebäude (Karmeliterstraße 3), Mansard-Walmdachbau, 1950/51.

## Wallfahrt
Wallfahrtstag ist heute das Fest des hl. Valentin von Terni am 14. Februar. Die Bedeutung der Wallfahrt hat jedoch stetig abgenommen. Bedeutender ist die zweite Wallfahrt der Karmeliterkirche, die zu Ehren der hl. Therese von Lisieux stattfindet. Sie findet seit 1925 statt, dem Jahr in dem Therese heiliggesprochen wurde. In der Kirche ist eine Statue der heiligen Therese aufgestellt, zudem beherbergt sie ein Reliquiar der Heiligen. Hauptwallfahrtstag ist der 1. Oktober. Das Reliquiar wird außerdem jeden Dienstag zur Verehrung öffentlich ausgestellt.